# Tom Hanks
Thomas Jeffrey (Tom) Hanks (Concord (Californië), 9 juli 1956) is een Amerikaans acteur en filmregisseur.
Hij was de eerste acteur na Spencer Tracy (1937/1938) die twee keer na elkaar de Oscar voor beste acteur won (in 1993 voor Philadelphia en in 1994 voor Forrest Gump). Hij kreeg daarnaast meer dan vijftig andere acteerprijzen toegekend, waaronder Golden Globes voor Big, Philadelphia, Forrest Gump en Cast Away, American Comedy Awards voor Big, A League of Their Own en Forrest Gump, een Zilveren Beer voor Philadelphia, een Empire Award voor Saving Private Ryan en een Saturn Award voor Big.
In 1996 ging Hanks voor het eerst aan het werk achter de camera; hij schreef, regisseerde en speelde een rol in de film That Thing You Do!. Hanks‘ films leverden vooralsnog 4,2 miljard dollar op in de VS en Canada en meer dan 8,4 miljard dollar wereldwijd. Daardoor is hij een van de succesvolste acteurs in de filmhistorie.

## Biografie
Hij groeide op in een 'gebroken' familie, zijn ouders waren gescheiden. Hij heeft een jongere broer genaamd Jim Hanks, eveneens acteur. Hanks moeder werkte in een ziekenhuis en zijn vader was kok. Hanks verhuisde vaak. Hierdoor beleefde hij naar eigen zeggen een verwarrende kindertijd. Als kind was hij door zijn familie betrokken bij verschillende christelijke stromingen: katholicisme, mormonisme en de nazareners, als tiener een evangelisch protestant. Ook als een tiener zat Hanks niet zo goed in zijn vel. Hij durfde niet veel en was heel verlegen, later zou dit allemaal veranderen.
Hij deed auditie bij een plaatselijke toneelvereniging en kreeg een uitnodiging van de regisseur van die vereniging om naar Cleveland te komen waar zijn acteercarrière startte. Hij vertelde dat hij nooit is begonnen met acteren om beroemd te worden, maar om realistische personages neer te zetten.
Hanks trouwde in 1978 met Samantha Lewes. In 1987 scheidde het stel. Ze kregen samen twee kinderen: in 1977 een zoon – Colin Hanks, eveneens acteur – en in 1982 een dochter. Colin had een rol in de televisieserie Band of Brothers, die mede door zijn vader werd geproduceerd.
Hij ontmoette zijn tweede vrouw, actrice Rita Wilson, op de set van Hanks sitcom Bosom Buddies. Later zou tijdens de opnames van de film Volunteers (1985) hieruit een relatie ontstaan. Ze trouwden in 1988. Vlak voor het huwelijk bekeerde Hanks zich tot de Grieks-Orthodoxe Kerk van Wilson. Het paar kreeg twee zoons; in 1990 en 1995. In 2020 ontvingen de acteur en zijn vrouw de Griekse nationaliteit.

## Trivia
- Terwijl Tom Hanks de stem inspreekt van Woody in de films uit de Toy Story franchise, spreekt Hanks' jongere broer Jim de stem van Woody in voor de Toy Story-videogames waaronder Toy Story 2: Buzz Lightyear to the Rescue, Toy Story Racer en Disney Infinity. Tevens is zijn broer als Woody te horen in kleinere projecten zoals de korte film Lamp Life.